# Ричланд (Мисисипи)
Ричланд (енгл. Richland) град је у америчкој савезној држави Мисисипи.

## Демографија
По попису из 2010. године број становника је 6.912, што је 885 (14,7%) становника више него 2000. године.
| Група             | 2000.         | 2010.         |
| Белци             | 5.513 (91,5%) | 5.347 (77,4%) |
| Афроамериканци    | 318 (5,3%)    | 999 (14,5%)   |
| Азијати           | 91 (1,5%)     | 116 (1,7%)    |
| Хиспаноамериканци | 53 (0,9%)     | 371 (5,4%)    |
| Укупно            | 6.027         | 6.912         |